# 가와도촌
가와도촌(川戸村)은 시마네현 오치군에 있던 촌이다. 현재의 고쓰시에 해당한다.